# Маджі Маджі
Футбольний клуб «Маджі Маджі» або просто «Маджі Маджі» (англ. Maji Maji Football Club) — професіональний танзанійський футбольний клуб з міста Сонгеа. Клубні кольори — синій та білий.

## Коротка історія
Заснований у 1977 році в місті Сонгеа. Протягом своєї історії команда тричі вигравала танзанійську Прем'єр-лігу та одного разу кубок країни. У континентальних турнірах команда виступала тричі, проте в жодному з них так і не зуміла здолати перший раунд.

## Досягнення
- Прем'єр-ліга
  -  Чемпіон (3): 1985, 1986, 1998

- Кубок Танзанії
  -  Володар (1): 1985

## Статистика виступів
| Сезон | Турнір                       | Раунд      | Клуб               | Вдома | На виїзді | Загалом |
| ----- | ---------------------------- | ---------- | ------------------ | ----- | --------- | ------- |
| 1986  | Кубок африканських чемпіонів | Попередній | Ліолі              | 4-0   | 3-2       | 7-2     |
| 1986  | Кубок африканських чемпіонів | 1          | Дайнамоз           | т.п.1 | 1-5       | 1-5     |
| 1987  | Кубок африканських чемпіонів | Попередній | БТМ (Антананаріву) | 2-1   | 1-1       | 3-2     |
| 1987  | Кубок африканських чемпіонів | 1          | АФК Леопардс       | 0-1   | 0-1       | 0-2     |
| 1999  | Ліга чемпіонів КАФ           | 1          | Аль-Аглі (Каїр)    | 0-3   | 0-2       | 0-5     |

1- «Маджі Маджі» покинув турнір напередодні матчу-відповіді.